# Nafta Lendava
NK Nafta Lendava was een in 1903 opgerichte voetbalclub uit Lendava, Slovenië.
Er werd één seizoen in de hoogste klasse van Joegoslavië gespeeld, in 1946/47. Toen werd Nafta laatste.
Na de onafhankelijkheid van Slovenië was de club medeoprichter van de Sloveense hoogste klasse en werd 15de op 21 clubs. Het volgende seizoen werd de club 18de en laatste met degradatie naar de 2. slovenska nogometna liga als gevolg. In het seizoen 1994/95 haalde de club de eindronde om terug te promoveren maar werd daar in de kwartfinale uitgeschakeld. De volgende jaren haalde de club een plaats in de middenmoot. In 2003 degradeerde de club naar de 3de klasse. Het volgende seizoen (2003/04) werd de club kampioen en bij de terugkeer in de 2de klasse (2004/05) werd Nafta tweede achter Rudar Velenje en promoveerde naar de hoogste klasse. In het eerste seizoen bij terugkeer (2005/06) werd Nafta 7de op 10 clubs. In het seizoen 2011/12 eindigde de club als 10de en degradeerde de club na zeven seizoenen voor de tweede keer uit de hoogste divisie. Eind juni 2012 ging de club failliet. In 2012 werd NK Nafta 1903 als navolger opgericht.

## Bekende (oud-)spelers
De navolgende Europese voetballers kwamen als speler van Nafta Lendava (of een van de voorgangers van de club) uit voor een vertegenwoordigend A-elftal. Konstantin Vassiljev is degene met de meeste interlands achter zijn naam. Hij kwam als speler van Nafta Lendava in totaal 32 keer uit voor het Estische nationale elftal.
| Naam                 | Van        | Tot        | Totaal | Nationaal elftal |
| -------------------- | ---------- | ---------- | ------ | ---------------- |
| Fabijan Cipot        | 04.06.2006 | 04.06.2006 | 1      | Slovenië         |
| Konstantin Vassiljev | 27.02.2008 | 17.11.2010 | 32     | Estland          |